# Mistrzostwa Ibero-Amerykańskie w Lekkoatletyce 1988
3. Mistrzostwa Ibero-Amerykańskie w Lekkoatletyce – zawody lekkoatletyczne, które odbyły się w dniach 22-24 lipca 1988 w mieście Meksyk.

## Rezultaty

### Mężczyźni
| Konkurencja                   | 1. miejsce                                                                | Wynik    | 2. miejsce                                                                             | Wynik    | 3. miejsce                                                                | Wynik    |
| ----------------------------- | ------------------------------------------------------------------------- | -------- | -------------------------------------------------------------------------------------- | -------- | ------------------------------------------------------------------------- | -------- |
| Bieg na 100 m                 | Robson da Silva                                                           | 10,08    | Leandro Peñalver                                                                       | 10,12    | Arnaldo da Silva                                                          | 10,13    |
| Bieg na 200 m                 | Robson da Silva                                                           | 20,05    | Leandro Peñalver                                                                       | 20,22    | Roberto Hernández                                                         | 20,24    |
| Bieg na 400 m                 | Roberto Hernández                                                         | 44,44    | Gérson de Souza                                                                        | 45,28    | Jesús Malavé                                                              | 45,61    |
| Bieg na 800 m                 | Colomán Trabado                                                           | 1:47,16  | Mauricio Hernández                                                                     | 1:47,38  | Manuel Balmaceda                                                          | 1:47,66  |
| Bieg na 1500 m                | Manuel Pancorbo                                                           | 3:52,11  | Adelino Hidalgo                                                                        | 3:53,10  | Mauricio Hernández                                                        | 3:53,19  |
| Bieg na 5000 m                | Arturo Barrios                                                            | 14:10,72 | Mauricio González                                                                      | 14:25,78 | Antonio Serrano                                                           | 14:41,75 |
| Bieg na 10 000 m              | Jesús Herrera                                                             | 29:51,09 | Manuel Vera                                                                            | 30:42,69 | Franklin Tenorio                                                          | 31:50,60 |
| Maraton                       | Filemón López                                                             | 2:23:59  | Wilson Pérez                                                                           | 2:24:27  | Radamés González                                                          | 2:28:25  |
| Bieg na 3000 m z przeszkodami | Martín Fiz                                                                | 9:05,21  | Mauricio Fabián                                                                        | 9:06,11  | Germán Silva                                                              | 9:14,45  |
| Bieg na 110 m przez płotki    | Emilio Valle                                                              | 13,71    | Carlos Sala                                                                            | 13,80    | Javier Moracho                                                            | 13,83    |
| Bieg na 400 m przez płotki    | José Alonso                                                               | 49,20    | Domingo Cordero                                                                        | 49,61    | Antônio Ferreira                                                          | 50,12    |
| Sztafeta 4 × 100 m            | Kuba Andrés Simón · Leandro Peñalver · Sergio Querol · Jaime Jefferson    | 38,86    | Hiszpania Florencio Gascón · Valentín Rocandio · Enrique Talavera · José Javier Arqués | 39,36    | Portugalia Fernando Damasio · Pedro Curvelo · Luís Cunha · Luís Barroso   | 39,63    |
| Sztafeta 4 × 400 m            | Kuba Lázaro Martínez · Jorge Valentín · Félix Stevens · Roberto Hernández | 2:59,71  | Wenezuela Charles Bodington · Aaron Phillips · Henry Aguiar · Jesús Malavé             | 3:04,56  | Portugalia Pedro Curvelo · Filipe Lombá · Arnaldo Abrantes · Álvaro Silva | 3:05,14  |
| Chód na 20 km                 | Carlos Mercenario                                                         | 1:21:47  | Ernesto Canto                                                                          | 1:24:29  | Daniel Plaza                                                              | 1:27:23  |
| Skok wzwyż                    | Javier Sotomayor                                                          | 2,35     | Francisco Centelles                                                                    | 2,31     | Fernando Pastoriza                                                        | 2,25     |
| Skok o tyczce                 | Alberto Ruiz                                                              | 5,30 =   | Javier García                                                                          | 5,30 =   | Efram Meléndez                                                            | 5,00     |
| Skok w dal                    | Jaime Jefferson                                                           | 8,37     | Ubaldo Duany                                                                           | 8,18     | Antonio Corgos                                                            | 8,08     |
| Trójskok                      | Juan Miguel López                                                         | 16,98    | Ernesto Torres                                                                         | 16,84    | Jorge da Silva                                                            | 16,81    |
| Pchnięcie kulą                | Paul Ruiz                                                                 | 19,18    | Narciso Boué                                                                           | 18,98    | Adilson Oliveira                                                          | 17,68    |
| Rzut dyskiem                  | Luis Delís                                                                | 65,28    | Juan Martínez Brito                                                                    | 63,72    | José de Souza                                                             | 56,16    |
| Rzut młotem                   | Andrés Charadía                                                           | 68,46    | Vicente Sánchez                                                                        | 68,00    | Raúl Jimeno                                                               | 67,52    |
| Rzut oszczepem                | Ramón González                                                            | 75,56    | Juan de la Garza                                                                       | 73,48    | Julián Sotelo                                                             | 69,30    |

### Kobiety
| Konkurencja                | 1. miejsce                                                                               | Wynik    | 2. miejsce                                                                       | Wynik    | 3. miejsce                                                                          | Wynik    |
| -------------------------- | ---------------------------------------------------------------------------------------- | -------- | -------------------------------------------------------------------------------- | -------- | ----------------------------------------------------------------------------------- | -------- |
| Bieg na 100 m              | Sandra Myers                                                                             | 11,47    | Cristina Pérez                                                                   | 11,59    | Inês Ribeiro                                                                        | 11,67    |
| Bieg na 200 m              | Blanca Lacambra                                                                          | 23,04    | Cristina Pérez                                                                   | 23,06    | Ximena Restrepo Maria Magnólia Figueiredo                                           | 23,35    |
| Bieg na 400 m              | Ana Fidelia Quirot                                                                       | 50,54    | Maria Magnólia Figueiredo                                                        | 51,74    | Blanca Lacambra                                                                     | 52,16    |
| Bieg na 800 m              | Ana Fidelia Quirot                                                                       | 2:01,52  | Soraya Telles                                                                    | 2:02,00  | Rosa Colorado                                                                       | 2:03,89  |
| Bieg na 1500 m             | Soraya Telles                                                                            | 4:28,91  | Aurora Pérez                                                                     | 4:39,21  | Judith McLaughlin                                                                   | 4:40,43  |
| Bieg na 3000 m             | Estela Estévez                                                                           | 9:46,35  | Martha Tenorio                                                                   | 9:46,66  | Ruth Jaime Campos                                                                   | 9:58,99  |
| Bieg na 10 000 m           | Martha Tenorio                                                                           | 35:33,67 | Martha Jiménez                                                                   | 36:08,54 | Gloria Ramírez                                                                      | 36:23,00 |
| Maraton                    | Zoila Muñoz                                                                              | 3:00:42  | Gloria Corona                                                                    | 3:05:16  | Maribel Durruty                                                                     | 3:08:00  |
| Bieg na 100 m przez płotki | Odalys Adams                                                                             | 13,28    | Sandra Taváres                                                                   | 13,53    | Beatriz Capotosto                                                                   | 13,54    |
| Bieg na 400 m przez płotki | Tania Fernández                                                                          | 56,73    | Liliana Chalá                                                                    | 57,12    | Maria dos Santos                                                                    | 57,64    |
| Sztafeta 4 × 100 m         | Hiszpania Sandra Myers · Cristina Pérez · Yolanda Díaz · Lourdes Valdor                  | 44,47    | Meksyk Sandra Taváres · Alma Delia Vásquez · Alejandra Flores · Guadalupe García | 45,20    | Brazylia Conceição Geremias · Juraciara da Silva · Claudiléia Santos · Inês Ribeiro | 45,28    |
| Sztafeta 4 × 400 m         | Brazylia Rosângela Souza · Suzette Montalvão · Soraya Telles · Maria Magnólia Figueiredo | 3:29,22  | Hiszpania Montserrat Pujol · Rosa Colorado · Esther Lahoz · Blanca Lacambra      | 3:32,54  | Kuba Mercedes Álvarez · Nelsa María Vinent · Odalys Hernández · Ana Fidelia Quirot  | 3:32,77  |
| Chód na 10 000 m           | María Colín                                                                              | 51:08,1  | Graciela Mendoza                                                                 | 51:09,8  | María Reyes Sobrino                                                                 | 52:00,4  |
| Skok wzwyż                 | Silvia Costa                                                                             | 1,97     | Cristina Fink                                                                    | 1,88     | Dania Fernández                                                                     | 1,85     |
| Skok w dal                 | Madeline de Jesús                                                                        | 6,96     | Niurka Montalvo                                                                  | 6,55     | Sandra Myers                                                                        | 6,38     |
| Pchnięcie kulą             | Belsy Laza                                                                               | 17,23    | Lissete Martínez                                                                 | 15,93    | Margarita Ramos                                                                     | 15,51    |
| Rzut dyskiem               | Bárbara Hechavarría                                                                      | 56,34    | Olga Gómez                                                                       | 55,38    | María Isabel Urrutia                                                                | 54,22    |
| Rzut oszczepem             | Herminia Bouza                                                                           | 62,48    | Dulce García                                                                     | 61,82    | Sueli dos Santos                                                                    | 56,10    |

## Klasyfikacja medalowa
*   Gospodarz ( Meksyk)
| Miejsce | Reprezentacja | Złoto | Srebro | Brąz | Razem |
| ------- | ------------- | ----- | ------ | ---- | ----- |
| 1       | Kuba          | 18    | 11     | 5    | 34    |
| 2       | Hiszpania     | 9     | 8      | 11   | 28    |
| 3       | Meksyk*       | 5     | 12     | 3    | 20    |
| 4       | Brazylia      | 4     | 3      | 10   | 17    |
| 5       | Ekwador       | 2     | 3      | 1    | 6     |
| 6       | Portoryko     | 1     | 2      | 1    | 4     |
| 7       | Argentyna     | 1     | 0      | 2    | 3     |
| 8       | Wenezuela     | 0     | 1      | 1    | 2     |
| 9       | Kolumbia      | 0     | 0      | 2    | 2     |
| 9       | Portugalia    | 0     | 0      | 2    | 2     |
| 11      | Peru          | 0     | 0      | 1    | 1     |
| 11      | Chile         | 0     | 0      | 1    | 1     |
| 11      | Gwatemala     | 0     | 0      | 1    | 1     |
| Razem   | Razem         | 40    | 40     | 41   | 121   |